# Warren Berlinger
Warren Berlinger (* 31. August 1937 in Brooklyn, New York; † 2. Dezember 2020 in Valencia, Santa Clarita, Kalifornien) war ein US-amerikanischer Schauspieler und Charakterdarsteller mit einer siebzig Jahre umfassenden Karriere.

## Leben
Berlinger wurde in Brooklyn geboren und war der Sohn von Frieda Shapkin und Elias Berlinger, einem Bauunternehmer. Er war ein Neffe von Milton Berle. Nach seiner Ausbildung an der New Yorker Professional Children’s School sammelte er bereits als Kind Bühnenerfahrung und spielte als Kinderdarsteller am Broadway. Später setzte er seine Ausbildung an der Columbia University fort.
Er war vom 18. Februar 1960 bis zum 27. Januar 2010, ihrem Tod, mit der Schauspielerin Betty Lou Keim verheiratet. Das Paar hatte vier Kinder: David K., Edward D., Elizabeth und Lisa Berlinger.
Für seine Leistungen wurde Berlinger als Ehrenbürgermeister und Ehrensheriff von Chatsworth in Kalifornien ausgezeichnet.
Berlinger starb im Alter von 83 Jahren im Henry Mayo Newhall Hospital von Valencia, Santa Clarita, an den Folgen von Krebs; er wurde neben seiner Frau im Mount Sinai Memorial Park in Simi Valley beigesetzt.

## Karriere
Bereits im Alter von neun Jahren hatte Berlinger sein Theaterdebüt in Ethel Mermans Annie Get Your Gun am Broadway. Er und seine Frau traten 1955 zusammen in A Roomful of Roses auf und 1956 in Berlingers Debütfilm Moderne Jugend.
Für seine Darstellung in Blue Denim gewann er den Theatre World Award und wiederholte seine Rolle auch in der Filmversion Die Unverstandenen aus dem Jahr 1959. Im Jahr 1963 spielte er in London J. Pierpont Finch in der Musical-Produktion von How to Succeed in Business Without Really Trying am Shaftesbury Theatre, die laut eigenen Aussagen eine seiner Lieblingsrollen war. 2002 spielte er Dimitri Weissman in Stephen Sondheims Musical Follies am Wadsworth Theater in Los Angeles.
Erste Auftritte vor der Kamera hatte er 1955 in The Secret Storm und 1956 im Film Teenage Rebel, der auf dem Bühnenstück A Roomful of Roses basiert. Durch sein jugendliches Äußeres und seine Statur wurde Berlinger oft in komödiantischen Rollen besetzt, auf die er lange Zeit festgelegt war. 1960 wurde er für den Golden Laurel in der Kategorie „Top Male New Personality“ nominiert und belegte den zehnten Platz. In den 1970er und 1980er Jahren nahm er zunehmend Charakterrollen an. Er war in Filmen wie Donner-Teufel, Der Tod kennt keine Wiederkehr, Auf dem Highway ist die Hölle los und Garp und wie er die Welt sah zu sehen sowie in zahlreichen Fernsehserien. Seinen letzten Auftritt vor der Kamera hatte er 2016 in einer Folge von Grace and Frankie.
Neben der Arbeit auf der Bühne und in Film- sowie Fernsehproduktionen war Berlinger, der seit 1956 Mitglied der Screen Actors Guild war, ein gefragter Werbedarsteller und beliebter Talkshow-Gast.
Im deutschen Sprachraum wurde Berlinger unter anderem von Werner Abrolat, Helmut Ahner, Michael Chevalier, Frank Ciazynski, Tom Deininger, Gernot Duda, Gerd Duwner, Werner Ehrlicher, Michael Gahr, Michael Habeck, Harald Halgardt, Wilfried Herbst, Edgar Hoppe, Matthias Klages, Uli Krohm, Andreas Mannkopff, Alwin Joachim Meyer, Hans Nitschke, Engelbert von Nordhausen, Edgar Ott, Walter Reichelt, Peter Schiff, Frank Schröder, Erik Schumann, Klaus Sonnenschein, Horst Stark, Karl-Maria Steffens und Gerd Vespermann synchronisiert.

## Filmografie (Auswahl)

### Film
- 1956: Moderne Jugend
- 1956: Die unsichtbare Front
- 1959: Die Unverstandenen
- 1960: Because They’re Young
- 1960: Insel der Sadisten
- 1960: Auf schrägem Kurs
- 1961: All Hands on Deck
- 1962: Alle Tage Montag (Fernsehfilm)
- 1965: Billie
- 1966: Sag niemals ja
- 1967: Donner-Teufel
- 1971: Scared Stiff (Fernsehfilm)
- 1972: Keeping Up with the Joneses (Fernsehfilm)
- 1973: Der Tod kennt keine Wiederkehr
- 1973: The Girl Most Likely to… (Fernsehfilm)
- 1974: The Red Badge of Courage (Fernsehfilm)
- 1975: Der Gangsterboss von New York
- 1975: Das gnadenlose Spiel
- 1976: Ich will, ich will… vielleicht?
- 1976: Und morgen wird ein Ding gedreht (Harry and Walter Go to New York)
- 1976: Gesucht: Die Frau des Banditen S. (Fernsehfilm)
- 1976: Zotti, das Urviech
- 1979: Der Magier
- 1979: Sex and the Single Parent (Fernsehfilm)
- 1981: Crash Island (Fernsehfilm)
- 1981: Auf dem Highway ist die Hölle los
- 1981: Nuts and Bolts (Fernsehfilm)
- 1982: Garp und wie er die Welt sah
- 1983: Die dritte Liebe (Fernsehfilm)
- 1986: Free Ride
- 1986: What Has Four Wheels and Flies (Fernsehfilm)
- 1987: Im Urwald ist die Hölle los
- 1987: Take Two
- 1987: Outlaw Force
- 1988: What Price Victory (Fernsehfilm)
- 1989: Death on Safari
- 1992: Ein ganz normaler Held
- 1995: Die Todesliste
- 1996: That Thing You Do!
- 1999: Justice – Eine Frage der Gerechtigkeit (Fernsehfilm)
- 1999: M.U.G.E.N (Computerspiel)
- 2002: Ein neues Gesicht (Fernsehfilm)
- 2003: They Call Him Sasquatch
- 2010: Golf Millions

### Fernsehen
- 1955: The Secret Storm
- 1955–1958: Kraft Television Theatre
- 1956: Armstrong Circle Theatre
- 1956: The Alcoa Hour
- 1956: The Goldbergs
- 1959: Look Up and Live (Dokumentation)
- 1956–1957: Matinee Theatre
- 1957: Men of Annapolis
- 1957–1958: True Story
- 1959: Westinghouse Desilu Playhouse
- 1960: Johnny Staccato
- 1960: Startime
- 1960: Play of the Week
- 1961–1962: The Joey Bishop Show
- 1965: Disney-Land (Magical World of Disney)
- 1966: FBI
- 1966: The Smothers Brothers Show
- 1967: Off to See the Wizard
- 1967: Rauchende Colts
- 1967–1970: Süß, aber ein bißchen verrückt
- 1969: Gomer Pyle: USMC
- 1969: Lieber Onkel Bill
- 1969: Eddies Vater
- 1969–1970: Bracken’s World
- 1970: The Name of the Game
- 1970–1973: Wo die Liebe hinfällt
- 1971: The Funny Side
- 1971: Der Chef
- 1973: Here We Go Again
- 1973: A Touch of Grace
- 1973–1975: Notruf California
- 1975: Mord à la Mode
- 1975: Doc
- 1975–1981: Happy Days
- 1976: Gemini Man
- 1977: What’s Happening!!
- 1977: Sag das nochmal Darling
- 1977: Blansky’s Beauties
- 1977–1980: Drei Engel für Charlie
- 1977–1980: Imbiß mit Biß
- 1978: The Fitzpatricks
- 1978–1979: Einsatz Petticoat
- 1978–1981: CHiPs
- 1979: Love Boat
- 1979: Nachdenkliche Geschichten
- 1979: Sheriff Lobo
- 1979: Mavericks großes Spiel
- 1979: Ein Duke kommt selten allein
- 1981: Die Supertypen
- 1981: It’s a Living
- 1981: Strike Force
- 1981: Today’s F.B.I.
- 1981: Der Denver-Clan
- 1981–1985: Trapper John, M.D.
- 1982: Laverne & Shirley
- 1982: Herbie, the Love Bug
- 1982–1986: Too Close for Comfort
- 1983: Small & Frye
- 1984: E/R
- 1985: Charles in Charge
- 1985: Die Jeffersons
- 1985: Cagney & Lacey
- 1985: Das A-Team
- 1985–1989: Mord ist ihr Hobby
- 1986: Die Spezialisten unterwegs
- 1986: Trio mit vier Fäusten
- 1986: Blacke’s Magic
- 1986: Simon & Simon
- 1986: Tall Tales & Legends
- 1987: Privatdetektiv Harry McGraw
- 1990–1991: Grüße aus dem Jenseits
- 1991: Columbo
- 1992: Picket Fences – Tatort Gartenzaun
- 1996: Friends
- 2016: Grace and Frankie

## Theater (Auswahl)
- 1946–1949: Annie Get Your Gun (Imperial Theatre, Broadway, New York City)[5][6]
- 1950–1951: The Happy Time (Plymouth Theatre, Broadway, New York City)[5][6]
- 1952–1953: Bernardine (Playhouse Theatre, Broadway, New York City)[5][6]
- 1953: Take a Giant Step (Lyceum Theatre, Broadway, New York City)[5][6]
- 1954: Anniversary Waltz (Broadhurst Theatre, Broadway, New York City)[5][6]
- 1954–1955: Anniversary Waltz (Booth Theatre, Broadway, New York City)[5][6]
- 1955: A Roomful of Roses (Playhouse Theatre, Broadway, New York City)[5][6]
- 1958: Blue Denim (Playhouse Theatre, Broadway, New York City)[5][6]
- 1961–1962: Come Blow Your Horn (Brooks Atkinson Theatre, Broadway, New York City)[5][6]
- 1963: How to Succeed in Business Without Really Trying (Shaftesbury Theatre, London)[1][6]
- 1978: A Broadway Musical (Lunt-Fontanne Theatre, Broadway, New York City)[5][6]
- 2002: Follies (Wadsworth Theater, Los Angeles, Kalifornien)[1]